# جنگ ارمنستان و ایبری
جنگ میان پادشاهی‌های ایبری و ارمنستان (۵۱ پس از میلاد) عمدتاً از طریق شرح آن در سالنامه تاسیتوس شناخته شده‌است.
این جنگ زمانی به عنوان یک تعادل قدرت ظریف میان امپراتوری‌های اشکانی و روم بود. روم آن زمان توسط کلودیوس و ایران توسط بلاش یکم فرمانروایی می‌شدند. دو برادر ایبریایی بر پادشاهی قفقاز فرمانروایی کردند، فراسمان یکم در ایبری، و مهرداد در ارمنستان. آن‌ها هر دو وابسته به پشتیبانی روم بودند که مهرداد را در سال ۳۵ پس از میلاد بر تخت سلطنت ارمنستان نشاند. با این حال، ۱۵ سال پس از آن، اعتمادی که دو برادر به هم داشتند کم‌تر شد که تاسیتوس عامل آن را دسیسه‌های رادامیستوس پسر هرادامیزد می‌داند.
پدرش از ترس غصب توسط هرادامیزد، او را متقاعد کرد که با عمویش جنگ کند و تاج و تخت ارمنی را برای خود ادعا کند. ایبری‌ها با لشکری بزرگ حمله کردند و مهرداد را در دژ گورنیاس (گارنی) که توسط رومیان به فرماندهی کائلیوس پولیو، بخشدار و کاسپریوس، یک صدبان، پادگان بود، محاصره کردند. هرادامیزد نتوانست دژ را با حمله یا محاصره تصرف کند. پولیو که تحت تأثیر رشوه هرادامیزد قرار گرفته بود، به مهرداد خیانت کرد و سربازان رومی را وادار کرد تا پادگان را به تسلیم درآورند. همراه با این تهدید، مهرداد دژ را ترک کرد تا با هرادامیزد صلح کند. سپس هرادامیزد، علی‌رغم وعده به کار نگرفتن خشونت، مهرداد و پسرانش را اعدام کرد و پادشاه ارمنستان شد. تاسیتوس دربارهٔ این غصب نوشت: «هرادامیزد تا زمانی که منفور و بدنام بود، ممکن است دستاوردهای نامناسب خود را حفظ کند؛ زیرا این بیشتر به نفع روم بود تا موفقیت با شکوه او».
با این حال، در مواجه با این به هم خوردن تعادل قدرت در منطقه و ترس از اینکه ارمنستان و ایبری به عنوان یک پادشاهی واحد قدرتمند در دست هرادامیزد متحد شوند، تیرداد یکم با پشتیبانی اشکانیان در سال ۵۳ پس از میلاد وارد ارمنستان شد. پس از ۱ سال جنگ، اشراف ارمنی شورش کردند و شاهزاده اشکانی تیرداد را جایگزین هرادامیزد کردند. این برای روم غیرقابل قبول بود که منجر به جنگ ایران و روم در سال ۵۸–۵۳ میلادی شد.